# National Signing Day

Le National Signing Day (« Journée nationale de signature ») est une journée, généralement le premier mercredi du mois de février, qui est le premier jour où un sportif lycéen quittant le lycée peut signer une lettre nationale d'intention pour intégrer une université dont l'équipe sportive est membre de la National Collegiate Athletic Association (NCAA) aux États-Unis.
Bien que tous les sports de la NCAA fassent partie de la National Signing Day, l'expression désigne surtout celle pour le football universitaire.
Ainsi, à partir de cette journée, il est possible de connaître les prochains joueurs intégrant les équipes sportives des différentes universités. De plus, les sportifs lycéens faisant généralement l'objet de classements, il est possible de voir quelles universités ont réussi à séduire les sportifs les plus convoités.